# Lista över fornlämningar i Falköpings kommun (Floby)
Lista över fornlämningar i Falköpings kommun (Floby) är en förteckning av ett urval av de fornlämningar som finns i Floby i Falköpings kommun.
| Namn                            | Lämningstyp                 | Tillkomsttid | Historisk indelning  | Plats | Läge                 | ID-nr          | Bild                                 |
| ------------------------------- | --------------------------- | ------------ | -------------------- | ----- | -------------------- | -------------- | ------------------------------------ |
| Floby 1:1                       | Grav markerad av sten/block |              | Floby, Västergötland |       | 58.135077, 13.338082 | 10189200010001 | Ladda upp en bild av detta fornminne |
| Floby 1:2                       | Grav markerad av sten/block |              | Floby, Västergötland |       | 58.134900, 13.338079 | 10189200010002 | Ladda upp en bild av detta fornminne |
| Floby 1:3                       | Grav markerad av sten/block |              | Floby, Västergötland |       | 58.134860, 13.337995 | 10189200010003 | Ladda upp en bild av detta fornminne |
| Floby 1:4                       | Grav markerad av sten/block |              | Floby, Västergötland |       | 58.134808, 13.338100 | 10189200010004 | Ladda upp en bild av detta fornminne |
| Floby 1:6                       | Röse                        |              | Floby, Västergötland |       | 58.134654, 13.338067 | 10189200010006 | Ladda upp en bild av detta fornminne |
| Floby 2:1                       | Hällristning                |              | Floby, Västergötland |       | 58.112824, 13.342613 | 10189200020001 | Ladda upp en bild av detta fornminne |
| Floby 3:2                       | Stensättning                |              | Floby, Västergötland |       | 58.107028, 13.340357 | 10189200030002 | Ladda upp en bild av detta fornminne |
| Floby 4:1                       | Stensättning                |              | Floby, Västergötland |       | 58.137958, 13.344719 | 10189200040001 | Ladda upp en bild av detta fornminne |
| Floby 5:1                       | Stensättning                |              | Floby, Västergötland |       | 58.138388, 13.346202 | 10189200050001 | Ladda upp en bild av detta fornminne |
| Floby 5:2                       | Stensättning                |              | Floby, Västergötland |       | 58.138463, 13.346401 | 10189200050002 | Ladda upp en bild av detta fornminne |
| Floby 6:1                       | Stensättning                |              | Floby, Västergötland |       | 58.136847, 13.343286 | 10189200060001 | Ladda upp en bild av detta fornminne |
| Floby 8:1                       | Röse                        |              | Floby, Västergötland |       | 58.131648, 13.335763 | 10189200080001 | Ladda upp en bild av detta fornminne |
| Floby 9:1                       | Röse                        |              | Floby, Västergötland |       | 58.130943, 13.322349 | 10189200090001 | Ladda upp en bild av detta fornminne |
| Floby 11:1                      | Stensättning                |              | Floby, Västergötland |       | 58.129268, 13.335172 | 10189200110001 | Ladda upp en bild av detta fornminne |
| Ljusningshögen (Floby 14:1)     | Hög                         |              | Floby, Västergötland |       | 58.116935, 13.338654 | 10189200140001 | Ladda upp en bild av detta fornminne |
| Ljusningshögen (Floby 14:2)     | Stensättning                |              | Floby, Västergötland |       | 58.116484, 13.338344 | 10189200140002 | Ladda upp en bild av detta fornminne |
| Ljusningshögen (Floby 14:3)     | Stenkrets                   |              | Floby, Västergötland |       | 58.116487, 13.338612 | 10189200140003 | Ladda upp en bild av detta fornminne |
| Floby 15:1                      | Grav markerad av sten/block |              | Floby, Västergötland |       | 58.129729, 13.286062 | 10189200150001 | Ladda upp en bild av detta fornminne |
| Massgraven,Mottabo (Floby 16:1) | Begravningsplats            |              | Floby, Västergötland |       | 58.120012, 13.288298 | 10189200160001 | Ladda upp en bild av detta fornminne |
| Floby 17:1                      | Stensättning                |              | Floby, Västergötland |       | 58.121691, 13.343561 | 10189200170001 | Ladda upp en bild av detta fornminne |
| Floby 17:2                      | Stensättning                |              | Floby, Västergötland |       | 58.121581, 13.343669 | 10189200170002 | Ladda upp en bild av detta fornminne |
| Floby 18:1                      | Stensättning                |              | Floby, Västergötland |       | 58.120002, 13.343256 | 10189200180001 | Ladda upp en bild av detta fornminne |
| Floby 18:2                      | Hällristning                |              | Floby, Västergötland |       | 58.119986, 13.342962 | 10189200180002 | Ladda upp en bild av detta fornminne |
| Floby 20:1                      | Stensättning                |              | Floby, Västergötland |       | 58.113898, 13.343196 | 10189200200001 | Ladda upp en bild av detta fornminne |
| Floby 24:1                      | Hög                         |              | Floby, Västergötland |       | 58.106077, 13.325437 | 10189200240001 | Ladda upp en bild av detta fornminne |
| Floby 26:1                      | Stensättning                |              | Floby, Västergötland |       | 58.092361, 13.363389 | 10189200260001 | Ladda upp en bild av detta fornminne |
| Floby 27:1                      | Hög                         |              | Floby, Västergötland |       | 58.096820, 13.360219 | 10189200270001 | Ladda upp en bild av detta fornminne |
| Floby 28:1                      | Stensättning                |              | Floby, Västergötland |       | 58.100195, 13.345127 | 10189200280001 | Ladda upp en bild av detta fornminne |
| Floby 30:2                      | Kyrka/kapell                |              | Floby, Västergötland |       | 58.100068, 13.307058 | 10189200300002 | Ladda upp en bild av detta fornminne |
| Floby 32:1                      | Stensättning                |              | Floby, Västergötland |       | 58.087540, 13.336513 | 10189200320001 | Ladda upp en bild av detta fornminne |
| Floby 33:1                      | Grav markerad av sten/block |              | Floby, Västergötland |       | 58.091346, 13.322976 | 10189200330001 | Ladda upp en bild av detta fornminne |
| Floby 44:1                      | Stensättning                |              | Floby, Västergötland |       | 58.143180, 13.324409 | 10189200440001 | Ladda upp en bild av detta fornminne |
| Floby 69:1                      | Hög                         |              | Floby, Västergötland |       | 58.087250, 13.353987 | 10189200690001 | Ladda upp en bild av detta fornminne |
| Floby 83:1                      | Hög                         |              | Floby, Västergötland |       | 58.104809, 13.319313 | 10189200830001 | Ladda upp en bild av detta fornminne |